# Tomas N'evergreen
Tomas N'evergreen (né Tomas Christiansen en 1969) est un chanteur de pop danois né à Århus au Danemark, vivant actuellement à Moscou en Russie et ayant gagné la finale nationale du "Dansk Melodi Grand Prix 2010" en duo avec Christina Chanée. Ils ont interprété leur chanson In a Moment Like This lors du Concours Eurovision de la chanson 2010 à Oslo en Norvège.

## Discographie
- Since you've been gone (CD Baby. Release date Oct 02, 2007)
  1. Since You've Been Gone
  2. Don't Give Up
  3. Your All I Ever Wanted
  4. Living On a Desert Island
  5. Never Forget
  6. I Play for You
  7. I Have Been Searching
  8. Every Time (I See Your Smile)
  9. If Only I Could Reach You
  10. You Never Gave Me Your Love
  11. I'll Never Let You Go
  12. Your All I Ever Wanted (Album Version)
- Soundtrack for Humørkortstativsælgerens søn (Edel-Mega EMR 014159-2, 2002)
- N'evergreen apparait dans la compilation Мой HiT #1.

## Vidéographie
- Every Time (I See Your Smile)
- Since You've Been Gone
- Just Another Love Song
- She Believes in Gold

## Hit singles
- "Every time" (I See You're Smile)
- "Since You've Been Gone"

Top dix dans plusieurs pays européens[Lesquels ?] en 2003 et 2004.
- "Just Another Love Song"

Numéro 1 en Russie en 2004.
- "She Believes in Gold"

Top 40 single Europa Plus Russia 2005